# OpenStreetMap
OpenStreetMap (дословно «открытая карта улиц»), сокращённо OSM — некоммерческий веб-картографический проект по созданию силами сообщества участников — пользователей Интернета подробной свободной и бесплатной географической карты мира.
Для создания карт используются данные с персональных GPS-трекеров, аэрофотографии, видеозаписи, спутниковые снимки и панорамы улиц, предоставленные некоторыми компаниями, а также знания человека, рисующего карту. Использование для создания карт информации из несвободных сервисов, подобных Google Maps, без разрешения правообладателя запрещено.
В OpenStreetMap при создании карты используется принцип вики. Каждый зарегистрированный пользователь может вносить изменения в карту.
Данные проекта распространяются на условиях свободной лицензии Open Database License. До 12 сентября 2012 года использовалась лицензия Creative Commons Attribution Share-Alike 2.0.
На официальном сайте OpenStreetMap нет рекламы. Проект поддерживается некоммерческой организацией OpenStreetMap Foundation, существующей за счёт пожертвований.

## История

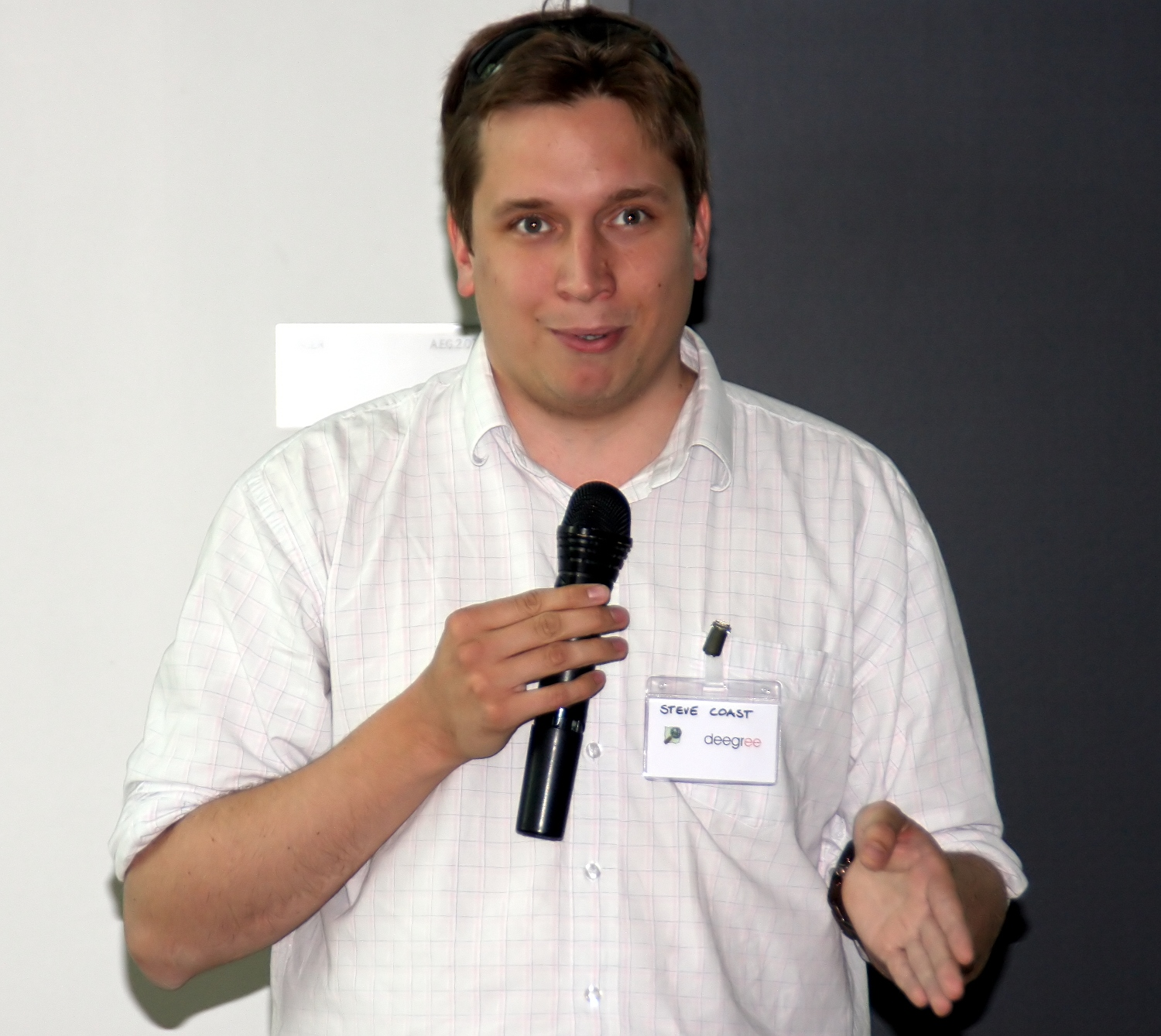
Стив Кост, 2009

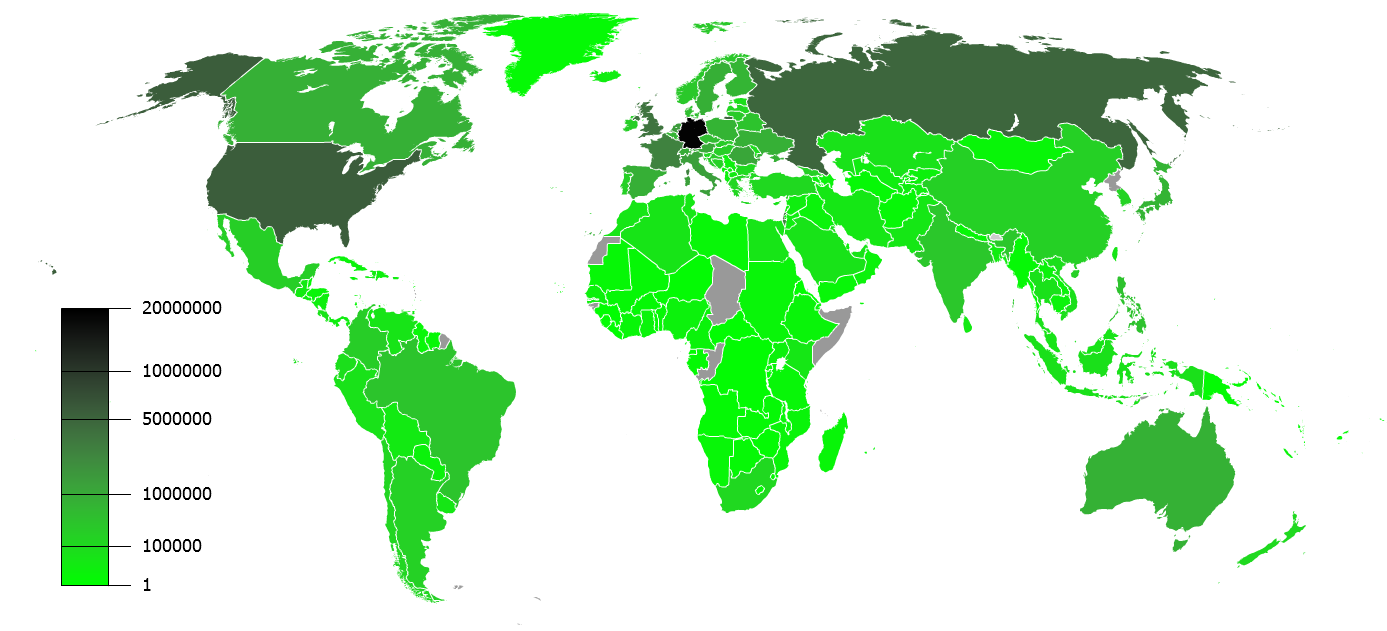
Статистика использования OpenStreetMap. Чем темнее, тем сайт популярнее

Самые высокие места в рейтингах самых посещаемых сайтов OpenStreetMap занимает в следующих странах. Чем темнее, тем сайт популярнее

Большинство посетителей OpenStreetMap приходят из следующих стран. Чем темнее, тем сайт популярнее

Количество зарегистрированных пользователей OpenStreetMap

В ходе первой российской «online mapping party» карта 300-тысячного города Саранск была создана участниками OpenStreetMap всего за 50 часов. См. также видео

См. также History Архивировано 2 июня 2012 года. и News Archive Архивная копия от 20 октября 2020 на Wayback Machine
Стив Кост был вдохновлён успехом Википедии и решил, что принцип вики, заложенный в основу Википедии, может применяться и для веб-картографии. Для реализации своих идей в Великобритании в июле 2004 года он создал проект OpenStreetMap. Это произошло ещё до появления Google Maps, и цель OpenStreetMap — получить бесплатную карту мира, опираясь на добровольцев с gps-устройствами, казалась трудноосуществимой. Единственным образцом для подражания в подобном массовом добровольном сборе данных была Википедия, которая к тому времени уже была серьёзным конкурентом коммерческих энциклопедий. 9 августа 2004 года был зарегистрирован домен openstreetmap.org. 20 августа Стив Кост представил свои идеи на EuroFOO 2004.
17 июля 2005 года была проведена первая Mapping Party. 25 декабря 2005 года был зарегистрирован 1000-й участник.
22 января 2006 года выпущен офлайновый редактор JOSM. В апреле 2006 «для способствования росту, развитию и распространению свободных геопространственных данных и предоставлению геопространственных данных для использования и распространения» был учреждён «Фонд OpenStreetMap» (OpenStreetMap Foundation), а 20 августа он был зарегистрирован. 31 августа 2006 был зарегистрирован 3000-й участник.
В январе 2007 года Кембридж стал первым полностью отрисованным городом, и к июлю 2007 года, когда состоялась первая международная конференция OSM под названием The State of the Map, в проекте на то время было 9000 зарегистрированных участников. Спонсорами мероприятия были в том числе Google, Yahoo и Multimap. 7 августа 2007 года был зарегистрирован 10 000-й участник. В августе 2007 года для создания базы данных аэроснимков, доступных по свободной лицензии, был запущен независимый проект OpenAerialMap. Летом 2007 года Карлсруэ стал первым крупным полностью законченным городом в Германии. 25 декабря 2007 года был зарегистрирован 20 000-й участник.
В январе 2008 была реализована возможность загрузки картографических данных в GPS-устройство для использования велосипедистами. 19 февраля 2008 года был зарегистрирован 25 000-й участник. В марте двое основателей анонсировали, что они получили венчурный капитал в 2,4 млн евро для CloudMade, коммерческой компании, которая будет использовать данные OpenStreetMap. 4 марта 2008 года создан русскоязычный раздел на форуме, ставший самым популярным разделом на форуме OSM.
17 марта 2009 года был зарегистрирован 100000-й участник. 21 мая выпущен редактор Potlatch 1.0. 3 июня 2009 года сайт стал доступен на нескольких языках. В июне во время протестов в Тегеране Flickr добавил OpenStreetMap на сайт для геотегирования фотографий. С момента запуска в ноябре компания NearMap сделала доступными по лицензии CC-BY-SA спутниковые снимки Австралии высокого разрешения. 2 декабря 2009 года была открыта бета-версия Mapzen, нового онлайн-редактора карт для OSM.
5 января 2010 года был зарегистрирован 200 000-й участник.
В январе, когда случилось катастрофическое землетрясение на Гаити, тысячи участников проекта приняли участие в составлении и актуализации карты Гаити. Это подняло популярность OpenStreetMap: был введён в широкое использование термин «crisis mapping», многие СМИ написали о проекте. Для использования в OSM свои спутниковые снимки предоставили NOAA, GeoEye, DigitalGlobe, ErosB, CNES / Spot Image, JAXA/ALOS, Google, WorldBank, в навигаторах данные с картой Гаити стали использовать американские спасатели.
20 апреля количество участников превысило 250 тысяч.
Летом во время пожаров в России участники вносили в базу данных сгоревшие леса.
11 сентября 2010 года количество участников проекта достигло 300 тысяч. 22 ноября была создана миллиардная точка.
24 января количество участников OSM достигло 350 тысяч. 16 февраля была опубликована статистика OSM по России: количество участников тогда составляло 6 359 человек, и каждый месяц к созданию карты присоединялись 500 человек — быстрее, чем в целом по миру.
После того как произошли разрушительные землетрясение и цунами в Японии и огромное количество домов просто смыло, участники OSM вне Японии по полученным свежим спутниковым снимкам (DigitalGlobe, JAXA/ALOS, MapQuest Open Aerial, Bing, Cnes / SpotImage, Aerial orthophotos from Japanese mapping authority GSI) стали отмечать последствия катастрофы, а сами японцы на местах — источники воды, работающие магазины, телефоны и прочее.
В первой половине мая 2011 года количество участников достигло 400 тысяч.
На начало сентября 2022 года сообщество насчитывает почти 9 млн пользователей.
21 августа 2023 года сервис OpenStreetMap подвергся крупному вандализму, в результате которого названия многих географических объектов были заменены на антироссийские высказывания.

## Сайт
Сайт openstreetmap.org состоит из собственно карты, онлайн-инструмента по её редактированию (iD), дневников участников, форума, справочной вики и раздела помощи. Существуют сторонние редакторы (в том числе для портативных устройств) и сторонние сервисы на основе данных OSM.

## Возможности
- Проект охватывает всю поверхность земного шара.
- Главной целью проекта является построение не собственно карты, а базы данных, содержащей сведения о точках на земной поверхности. Таким образом, на основе собранных в рамках проекта данных можно создавать карты различного вида и другие сервисы.
- Карты OpenStreetMap двумерные, без отображения высот над уровнем моря, изолиний. Однако существуют проекты, которые отображают рельефные карты, используя данные о высотах из сторонних свободных источников[37].
- Возможен экспорт карт в форматы PNG, JPEG, SVG, PDF, PostScript[38]. Также существуют проекты по экспорту данных OpenStreetMap в форматы Garmin и ГисРусса и другие[39].

Openstreetmap напоминает другие известнейшие свободные проекты — энциклопедию Wikipedia и операционную систему Linux. Как и в Wikipedia, основную часть данных на Openstreetmap добавляют частные лица, заинтересованные в развитии проекта. По каждому участку карты видна история правок — это снижает возможность вандализма и, в некоторых случаях, позволяет оптимизировать работу нескольких человек, занятых одним и тем же участком карты.

## Исследования
Над проектом OpenStreetMap проводили исследования на выяснение качества данных. В 2010 году исследование проводил Хэкли М. из Университетского колледжа Лондона. Его результаты показали, что информация была достаточно точной. В следующем своем исследовании он сравнивал геометрическую точность OSM с картами британского картографического агентства Ordnance Survey. Оказалось, что точность карты зависит от количества участников. Когда их количество достигает 10—13 человек на км², геометрическая точность карты становится достаточно высокой. Это хорошее экспериментальное подтверждение Закона Линуса. В октябре 2010 года исследовали точность данных во Франции. Тогда же навигатор PocketGIS c сервисом «Пробковорот», использующий данные OpenStreetMap, занял 2 место в «Первом независимом тестировании онлайн сервисов „пробки“ в Москве». В 2011 году было произведено исследование точности карты Ирландии. Осенью 2011 года OpenStreetMap успешно прошёл тест GPSClub.ru на актуальность карты Москвы с комментарием «жители, живущие в своём районе намного лучше, чем любые самые опытные картографы знают, что там происходит». В 2012 году было опубликовано исследование согласно которому в Германии OSM превосходит данные TomTom/Tele Atlas на 27 %.

## Исходные данные
Данные об основных дорогах обычно получаются из треков, записанных GPS-приёмниками или GPS-трекерами. Такие треки создаются добровольцами в ходе перемещения по исследуемому району. Затем треки экспортируются из GPS-устройства в редактор карт OSM.
В апреле 2007 года Automotive Navigation Data (AND) пожертвовала проекту полный комплект дорожных данных для Нидерландов и данные дорог типа trunk для Индии и Китая.
В октябре 2007 OpenStreetMap завершил импорт комплекта данных о дорогах из US Census TIGER. С октября 2007 года добавляются данные MassGIS.
С ноября 2008 года стало возможно импортировать данные с правительственного канадского сайта GeoBase.
3 декабря 2009 года компания СканЭкс, известная своим сайтом Космоснимки, разрешила сообществу участников OpenStreetMap использовать спутниковые снимки IRS для создания карт.
В начале октября 2010 года компания Spot Image разрешила использовать покрытие Франции на 6 месяцев.
В январе 2011 года голландская компания Fugro N.V. по заказу Дании предоставляет подробные снимки всей страны, а правительство Израиля предоставляет данные об административных границах.
7 декабря 2011 года на OpenStreetMap начался импорт карты Грузии, созданной более чем 500 волонтёрами в рамках проекта Open Map Caucasus от JumpStart International.
Спутниковые снимки земной поверхности позволяют рисовать, не имея треков, карты местностей, для которых имеются снимки высокого разрешения. В качестве источников используются правительственные сервисы, такие как Landsat, Prototype Global Shorelines (PGS) и TIGER, а также картографические сервисы Bing Maps и Космоснимки.

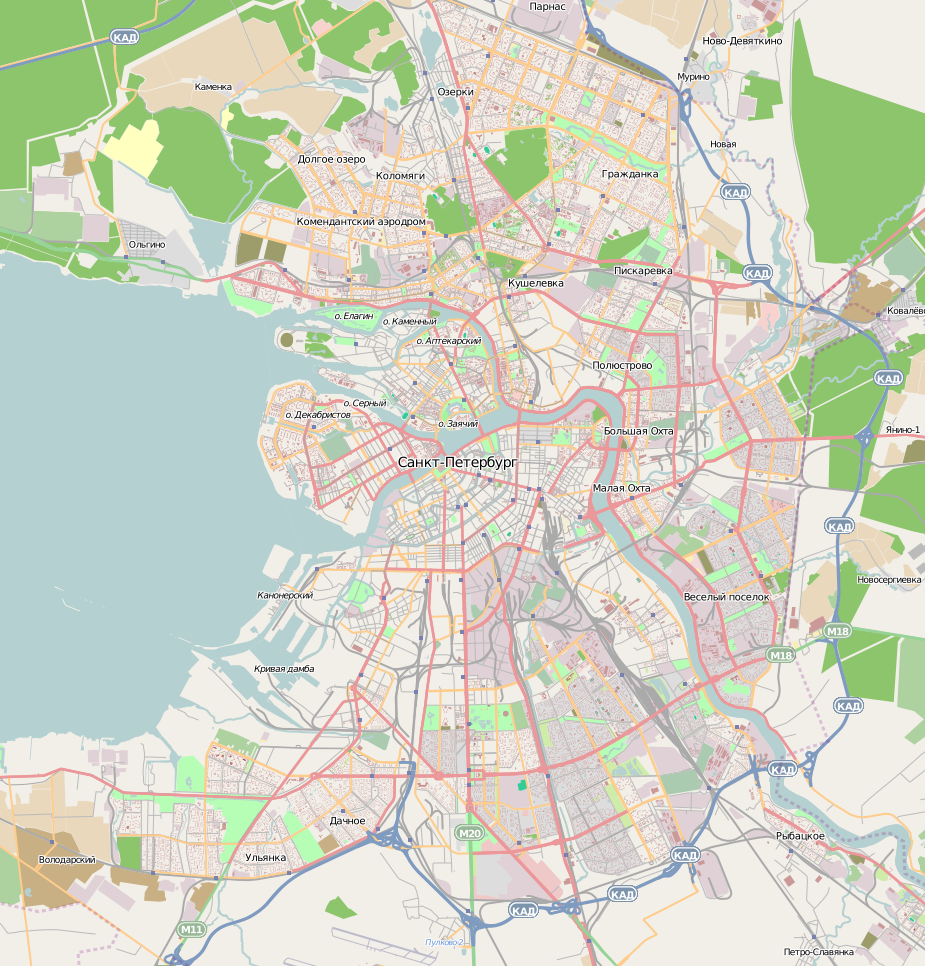
Карта Санкт-Петербурга по данным OSM по состоянию на 2009 год

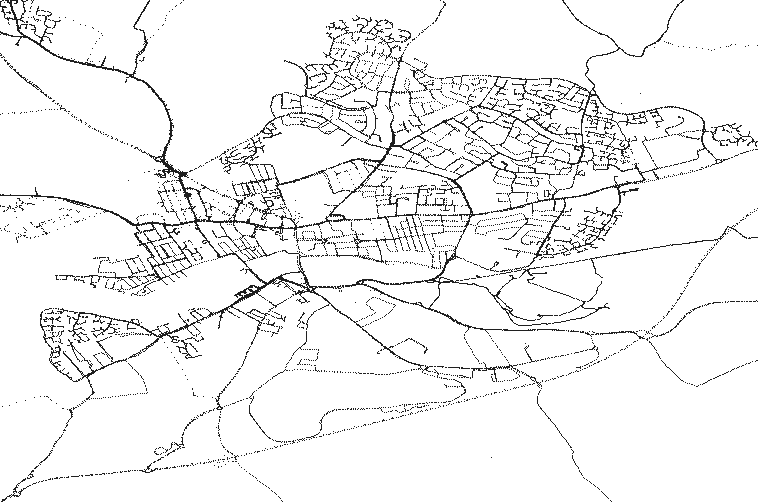
Необработанные данные, полученные с приёмников GPS. Бедфорд, Англия

## Формат данных
Значительный объём данных, загружаемых в OSM, выгружается из переносных устройств спутниковой навигации или мониторинга. Для конвертации координат из «сырого» (NMEA) или проприетарных форматов в формат GPX (основан на XML) может использоваться программа GPSBabel . Данные, собранные в формате датума WGS84 в виде широты/долготы, обычно показываются в проекции Меркатора.
OpenStreetMap использует топологическую структуру данных, состоящую из объектов:
- node (точка) — точка с указанными координатами;
- way (линия) — упорядоченный список точек, составляющих линию или полигон;
- relation (отношение) — группы точек, линий и других отношений, которым назначаются некоторые свойства;
- tag (тег) — пары «ключ — значение», могут назначаться точкам, линиям и отношениям.

До версии формата 0.4 также использовался объект segment (сегмент).
Рекомендуемая онтология (значения тегов) поддерживается на вики Архивная копия от 5 марта 2021 на Wayback Machine.

## Использование
Готовые для использования карты доступны онлайн на самом сайте OpenStreetMap и через множество других сайтов (имеющих дополнительные функции). С помощью функции «Экспорт» можно получить HTML-код для вставки на любой сайт с возможностью нанесения маркера (но есть и более мощные инструменты, такие как Easymap Архивная копия от 13 февраля 2011 на Wayback Machine, с помощью которых, например, можно строить маршруты). Карты также доступны для скачивания в исходном формате Архивная копия от 10 марта 2020 на Wayback Machine и в форматах для различных автомобильных и других навигаторов. Доступны также специальные программы для мобильных устройств (Java, Apple iOS, Windows Mobile, Android и др.) Архивная копия от 8 августа 2020 на Wayback Machine и для компьютеров Архивная копия от 22 апреля 2020 на Wayback Machine.
Фонд свободного программного обеспечения призывает всех вносить свой вклад в проект OpenStreetMap с целью создания свободной альтернативы проприетарной Google Earth, задача замены которой находится в списке высокоприоритетных проектов Фонда. OpenStreetMap описывается как ответ Google и коммерчески ограниченным геоданным от мира свободного программного обеспечения. Карты OpenStreetMap используют такие сайты и организации как Организация Объединённых Наций, Википедия, Microsoft Bing Maps, Федеральное космическое агентство России (на геопортале), MapQuest, Викимапия, Оксфордский университет, сайт президента США, французская газета «Libération», американские спасатели, а также Космоснимки, Monopoly City Streets и другие. Официально на возможность использования карт в своих продуктах указывают навигационные компании Garmin, Автоспутник и PocketGIS. По данным Alexa.com, большинство посетителей OpenStreetMap приходят из Германии, России и США, а самые высокие места в рейтингах самых посещаемых сайтов OpenStreetMap занимает в Австрии, России и Германии.
Краткий список популярных проектов, использующих данные OpenStreetMap:
| Карта | Тема                                                              | Область                                            |
| --- | ----------------------------------------------------------------- | -------------------------------------------------- |
| OpenStreetMap Архивная копия от 20 октября 2019 на Wayback Machine                                                             | общее, велосипедистам, дебаггинг                                  | Весь мир                                           |
| Information Freeway Архивная копия от 16 мая 2020 на Wayback Machine                                                           | общее, почти в реальном времени                                   | Весь мир                                           |
| OSM WMS Servers Архивная копия от 27 октября 2019 на Wayback Machine                                                           | общее, Web Map Services                                           | Весь мир                                           |
| OpenSeaMap | морская карта                                                     | Весь мир, многоязычный: моря, океаны и водные пути |
| FreeMap | пешеходам                                                         | части Великобритании                               |
| Reit- und Wanderkarte Архивная копия от 13 мая 2020 на Wayback Machine                                                         | пешеходам и для верховой езды                                     | Австрия, Германия, Швейцария                       |
| TopOSM Архивная копия от 1 августа 2016 на Wayback Machine                                                                     | пешеходам и для верховой езды                                     | США                                                |
| OpenCycleMap Архивная копия от 6 мая 2019 на Wayback Machine                                                                   | велосипедистам                                                    | Весь мир                                           |
| YourNavigation Архивная копия от 14 июля 2011 на Wayback Machine                                                               | маршрутизация                                                     | Весь мир                                           |
| Routes Maps Routeplanner Архивная копия от 6 октября 2014 на Wayback Machine                                                   | планирование, сохранение и просмотр маршрутов на картах           | Весь мир                                           |
| Hike Travel Routeplanner Архивная копия от 4 октября 2014 на Wayback Machine                                                   | планирование, выгрузка и загрузка маршрутов походов и путешествий | Весь мир                                           |
| OpenRouteService Архивная копия от 1 марта 2020 на Wayback Machine                                                             | маршрутизация                                                     | Европа                                             |
| OpenOrienteeringMap Архивная копия от 1 мая 2020 на Wayback Machine                                                            | стиль ориентирования                                              | Весь мир                                           |
| CloudMade Архивная копия от 1 марта 2020 на Wayback Machine                                                                    | общее, мобильный и другие настраиваемые стили                     | Весь мир                                           |
| MapQuest Open Архивная копия от 10 марта 2020 на Wayback Machine (закрыт) Архивная копия от 19 августа 2016 на Wayback Machine | общее, маршрутизация                                              | Весь мир                                           |
| NearMap Архивная копия от 22 декабря 2013 на Wayback Machine                                                                   | новейшие фотокарты                                                | населённые области Австралии                       |
| ÖPNV-Karte Архивная копия от 7 декабря 2010 на Wayback Machine                                                                 | общественный транспорт                                            | Европа                                             |
| OSM Mapper Архивная копия от 5 июня 2021 на Wayback Machine                                                                    | дебаггинг-карты от Ito World Ltd                                  |                                                    |
| OpenWeatherMap Архивная копия от 10 марта 2020 на Wayback Machine                                                              | карта погоды                                                      | Весь мир                                           |
| Karta01 Архивная копия от 1 июля 2014 на Wayback Machine                                                                       | карта противопожарного водоснабжения                              | Беларусь, Казахстан, Россия, Украина               |
| Nominatim Архивная копия от 12 августа 2019 на Wayback Machine                                                                 | геокодирование                                                    | Весь мир                                           |
| OpenSnowMap Архивная копия от 13 мая 2018 на Wayback Machine                                                                   | карта лыжных курортов                                             | Весь мир                                           |

## Программное обеспечение

### Отрисовка (рендеринг) и просмотр
Для получения карт в стандартных графических форматах используются следующие инструменты:
- Mapnik — отрисовщик с открытым исходным кодом, написанный на C++; используется для основной карты на сайте OSM
- Osmarender Архивная копия от 26 июля 2020 на Wayback Machine — XSLT-шаблоны для получения изображений в формате SVG
- Maperitive Архивная копия от 20 февраля 2020 на Wayback Machine — приложение для отрисовки карт в интерактивном режиме и режиме сервера.
- Cartagen Архивная копия от 22 января 2010 на Wayback Machine — отрисовщик, написанный на Javascript, формирующий изображение на стороне клиента, используя HTML5-элемент canvas.

Сайт OpenStreetMap предоставляет веб-страницу для просмотра карт (используется AJAX), подобную используемой в Google Maps.
Однако, этот просмотровщик ограничен в количестве одновременно показываемых улиц и может показывать информацию при относительно большом увеличении.

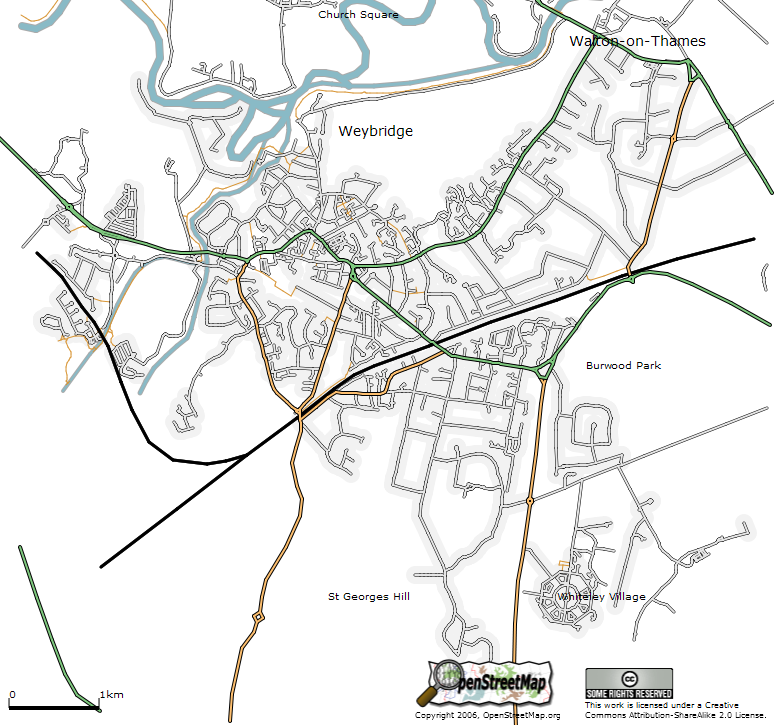
Схема Вейбриджа (Суррей, Англия) на основе OpenStreetMap в 2006 году

### Инструменты для изменения
Доступные программы для изменения карт:
- iD — онлайновый JavaScript-редактор, лёгкий в освоении. Доступен через вкладку «Правка» на главной странице сайта OpenStreetMap.org. Создан как замена Potlatch, который требует наличия Adobe Flash Player.
- JOSM — офлайновый редактор, Java-приложение. Наиболее продвинутый редактор. Обладает широким набором возможностей за счёт подключаемых дополнительных модулей[40].
- StreetComplete — редактор OpenStreetMap для Android, созданный для начинающих картографов.
- Vespucci — редактор для платформы Android.
- Every Door — редактор для смартфонов ориентированный на быстрое добавление POI
- Merkaartor (рус.) — редактор, написанный на C++ и Qt. Отображает редактируемую карту в стиле, похожем на слой Mapnik на сайте[40].
- Osm2go — редактор для мобильных устройств и настольных компьютеров.
- Potlatch — устаревший онлайновый Flash-редактор, лёгкий в освоении.
- OsmAnd — с включенным плагином для редактирования OSM позволяет редактировать и добавлять POI.
- Go Map!! — редактор карт для платформы iOS. Редактирование тегов и геометрии.
- Другие программы могут обмениваться данными с проектом, используя XML-RPC.

Перед началом внесения изменений в карты необходимо пройти бесплатную регистрацию Архивная копия от 30 марта 2020 на Wayback Machine.

### Навигация и маршрутизация
- OsmAnd — приложение с открытым исходным кодом для платформы Android, написанное на Java. Работает как офлайн-навигатор и маршрутизатор с возможностью редактирования POI.
- Organic Maps — бесплатное приложение с открытым исходным кодом для работы с автономными картами на Android и iOS для путешественников, туристов и велосипедистов на основе данных OpenStreetMap. Является форком MAPS.ME.
- Traveling Salesman — приложение с открытым исходным кодом, написанное на Java. Работает как навигатор и маршрутизатор.
- Navit — автомобильная навигационная система с открытым исходным кодом  Архивная копия от 4 марта 2016 на Wayback Machine . Существуют версии под Windows, Linux, MacOS.
- CloudMade — прокладка маршрутов по всему миру в режиме онлайн.
- MapsNavi Архивная копия от 27 мая 2016 на Wayback Machine — расчет расстояния между городами и странами мира.
- MAPS.ME — мобильное приложение для навигации на основе данных из OpenStreetMap.
- GNOME Maps — приложение с открытым исходным кодом для Linux, предназначенное для графической оболочки GNOME и основанных на ней. Работает как навигатор и маршрутизатор[77].
- Wikiloc — приложение с бесплатными маршрутами GPS и путевыми точками, отсортированными по способу передвижения.

### Конвертеры
Благодаря наличию конвертера Osm2mp Архивная копия от 17 августа 2016 на Wayback Machine из формата OpenStreetMap в польский формат стало возможным появление множества разнообразных карт на существующих платформах без создания новых конвертеров.

## Сотрудничество с Фондом Викимедиа
В марте 2009 года в рамках Фонда Викимедиа была образована рабочая группа, состоящая из восьми человек, цель которой — интеграция карт OpenStreetMap в Википедию и установка собственного сервера с данными OSM в Toolserver.
Со стороны сообщества OpenStreetMap ведётся работа по созданию ссылок из карты на статьи Википедии, для чего был создан специальный тег.
Проект OSM является лауреатом вики-премии «Свободные знания» (2018).

## OSM иВсероссийская перепись населения
В 2019—2020 годах были обнаружены многочисленные правки на сайте OSM от неизвестных организаций с нарушением авторского права.

## Недостатки
- Из-за того, что в базу данных можно добавлять любую информацию, существует проблема стандартизации — одни и те же объекты иногда имеют разные теги. Несмотря на отсутствие модерации, вандализм в проекте встречается редко.
- Картографические данные определенных местностей в основном правятся, в частности делаются подписи, участниками, которые там проживают. Отсюда сложность восприятия текстовой информации пользователями, незнакомыми с языком той местности, которая просматривается (например, территория арабских стран описана в основном по-арабски, а Китая — по-китайски).